# Kuromitsu
Kuromitsu (黒蜜) est un sirop de sucre japonais, dont le nom signifie littéralement « miel noir ».  Similaire à la mélasse, il est plus liquide et plus doux. 
Il est typiquement préparé en utilisant le kurozatō (« sucre noir d'Okinawa »), et est un ingrédient central de la réalisation de nombreux plats japonais sucrés. Il est par exemple utilisé pour la réalisation de wagashi et se sert avec du kuzumochi, des fruits, de la crème glacée, etc.